# ハイヤ節
ハイヤ節（ハイヤぶし）とは長崎県平戸市田助港地方に伝わる民謡。酒盛唄。田助節（たすけぶし）、田助ハイヤ節とも。

## 解説
長崎県の平戸島にある田助港は、かつては風待ち・潮待ちをする船で栄えており船乗り相手の遊郭が多く存在した。この田助港（現在の平戸市近辺）で発祥したと考えられる「ハイヤ節」は、船の往来によって全国へと伝わり各地の港の遊郭にお座敷歌として伝播した。発祥の時期は定かではないが、江戸時代後期には成立していたことが明らかとなっている。
熊本県牛深のハイヤ節や鹿児島県のハンヤ節はこの「ハイヤ節」が伝わったものだとする説が有力であるが、熊本県天草市（牛深港）の「牛深ハイヤ節」や鹿児島県阿久根市（阿久根港）の「阿久根ハンヤ節」にそのルーツを求める説もある。いずれにせよ、ハイヤ節はこれら港から発生し海路を通じて各地へと広まっていった。
九州内では他に福岡県の「小倉ハイヤ節」島原の「島原ハイヤ節」などが伝わるほか、日本海を北上し京都では「宮津アイヤエ踊」、新潟の「佐渡おけさ」に「ハンヤ節」、山形の「庄内ハエヤ節」、青森では「津軽アイヤ節」などはこのハイヤ節の系統である。
太平洋側でも岩手の「南部アイヤ節」、宮城の「アイヤ節」・「塩釜甚句」にその影響がみられる。これらの多くは酒席で唄われる騒ぎ唄である。
2008年（平成20年）2月22日、長崎県は唄・踊を含めた無形民俗文化財として「田助ハイヤ節」を指定した。平戸市で例年10月に行われる「平戸くんち城下秋まつり」では、伝統芸能として「田助ハイヤ節」が披露される。今日踊られる田助ハイヤ節の振り付けは、1968年（昭和43年）に明治百周年記念事業として新たに作られたものである。

## 歌詞
詩形は七七七五。ハイヤエー（ハイヤ）は出船時の掛け声が元となっている。歌詞は牛深ハイヤ節とほぼ共通しており、囃子言葉が変わるだけである。「着いたやら」は「着けたやら」や「入れたやら」とも唄われる。囃子言葉に登場する「禿島」は田助港近海の岩嶼である。